# Rebuff (häst)
Rebuff, född 19 mars 2019, är en amerikansk varmblodig travhäst. Han tränas i USA av Lucas Wallin och körs av Tim Tetrick.

## Bakgrund
Rebuff är en brun hingst efter Muscle Hill och under Meucci Madness (efter Yankee Glide). Han föddes upp av Steve Stewart, Paris, KY. & Michael Andrew, Gorham, ME, och ägs av Kjell Magne Andersen, Lucas Wallin, Pieter Delis i USA.

## Karriär
Rebuff har till juli 2022 sprungit in 523 670 dollar på 13 starter varav 6 segrar. Han har tagit karriärens hittills största segrar i Breeders Crown 2YO Colt & Gelding Trot (2021), Stanley Dancer Memorial (2022) och Kentucky Futurity (2022).
Då Rebuff segrade i Stanley Dancer Memorial på Meadowlands Racetrack den 16 juli 2022 gjorde han det på tiden 1:49.4 (1.08,3), vilket var tangerat banrekord för 3-åriga travare (hingstar och valacker). Under treåringssäsongen siktades Rebuff även mot treåringsloppet Hambletonian Stakes, där han kom att möta rivalen Joviality. Rebuff blev även förhandsfavorit till att segra i loppet, men slutade sexa i loppet. Loppet vanns istället av jätteskrällen Cool Papa Bell. Rebuff segrade sedan i Triple Crown-loppet Kentucky Futurity.